# Puchar Europy w narciarstwie dowolnym 2014/2015
Puchar Europy w narciarstwie dowolnym 2014/2015 rozpoczął się 23 listopada 2014 w ośrodku narciarskim Pitztaler Gletscher w Austrii, a zakończył się 27 marca 2015 w szwedzkim Lofsdalen.

## Konkurencje
- AE = skoki akrobatyczne
- MO = jazda po muldach
- DM = jazda po muldach podwójnych
- SX = skicross
- SS = slopestyle

## Kalendarz i wyniki Pucharu Europy

### Mężczyźni
| Lp. | Data              | Miejscowość              | Dyscyplina | 1. Miejsce            | 2. Miejsce          | 3. Miejsce        |
| --- | ----------------- | ------------------------ | ---------- | --------------------- | ------------------- | ----------------- |
| 1.  | 23 listopada 2014 | Pitztaler Gletscher      | SX         | Johannes Aujesky      | Tim Hronek          | Valentin Egger    |
| 2.  | 29 listopada 2014 | Stubai                   | SS         | Fabian Bösch          | Andri Ragettli      | Luca Schuler      |
| 3.  | 6 grudnia 2014    | Ruka                     | AE         | Maksim Burow          | Ołeksandr Abramenko | Ilja Burow        |
| 4.  | 7 grudnia 2014    | Ruka                     | AE         | Odwołano              | Odwołano            | Odwołano          |
| 5.  | 7 grudnia 2014    | Pitztal                  | SX         | Valentin Egger        | Florian Wilmsmann   | Rupert Nagl       |
| 6.  | 23 stycznia 2015  | Val Thorens              | SX         | Sylvain Miaillier     | Tim Hronek          | Tristan Tafel     |
| 7.  | 24 stycznia 2015  | Val Thorens              | SX         | Tristan Tafel         | Jonas Lenherr       | Adam Kappacher    |
| 8.  | 24 stycznia 2015  | Krispl                   | MO         | Gaël Gaiddon          | Topi Kanninen       | David Deliv       |
| 9.  | 25 stycznia 2015  | Krispl                   | MO         | Witalij Siergiejew    | Siergiej Szymbujew  | Andriej Ugłowski  |
| 10. | 30 stycznia 2015  | Orcières                 | SX         | Odwołano              | Odwołano            | Odwołano          |
| 11. | 31 stycznia 2015  | Orcières                 | SX         | Ian Deans             | Kevin Drury         | Rupert Nagl       |
| 12. | 28 stycznia 2015  | Airolo                   | MO         | Nicolas Messiez Poche | Witalij Siergiejew  | Felix Elofsson    |
| 13. | 29 stycznia 2015  | Airolo                   | MO         | Andriej Ugłowski      | Topi Kanninen       | Felix Elofsson    |
| 14. | 30 stycznia 2015  | Airolo                   | MO         | Siergiej Szymbujew    | Topi Kanninen       | Andriej Ugłowski  |
| 15. | 31 stycznia 2015  | Châtel                   | MO         | Odwołano              | Odwołano            | Odwołano          |
| 16. | 1 lutego 2015     | Châtel                   | DM         | Odwołano              | Odwołano            | Odwołano          |
| 17. | 29 stycznia 2015  | Seiser Alm               | SS         | Lukas Müllauer        | Ralph Welponer      | Robin Holub       |
| 18. | 30 stycznia 2015  | Seiser Alm               | SS         | Yuri Silvestri        | Robin Holub         | Marek Skála       |
| 19. | 30 stycznia 2015  | Raubicze                 | AE         | Wasilij Polenow       | Maksim Burow        | Kiriłł Samorodow  |
| 20. | 31 stycznia 2015  | Raubicze                 | AE         | Maksim Burow          | Arciom Baszłakou    | Kiriłł Samorodow  |
| 21. | 3 lutego 2015     | Chiesa in Valmalenco     | MO         | Topi Kanninen         | Witalij Siergiejew  | Tim Grasemann     |
| 22. | 4 lutego 2015     | Chiesa in Valmalenco     | MO         | Gaël Gaiddon          | Arwed Loth          | Andriej Ugłowski  |
| 23. | 5 lutego 2015     | Saint-François-Longchamp | SX         | Odwołano              | Odwołano            | Odwołano          |
| 24. | 6 lutego 2015     | Saint-François-Longchamp | SX         | Odwołano              | Odwołano            | Odwołano          |
| 25. | 6 lutego 2015     | Mayrhofen                | SS         | Luca Tribondeau       | Daniel Walchhofer   | Christof Schenk   |
| 26. | 21 lutego 2015    | Watles                   | SX         | Odwołano              | Odwołano            | Odwołano          |
| 27. | 22 lutego 2015    | Watles                   | SX         | Daniel Traxler        | Adam Kappacher      | Johannes Conrad   |
| 28. | 28 lutego 2015    | Grasgehren               | SX         | Johannes Conrad       | Joos Berry          | Peter Stähli      |
| 29. | 1 marca 2015      | Grasgehren               | SX         | Adam Kappacher        | Florian Wilmsmann   | Florian Eigler    |
| 30. | 10 marca 2015     | Jyväskylä                | MO         | Arttu Kiramo          | Jimi Salonen        | Ludvig Fjällström |
| 31. | 11 marca 2015     | Jyväskylä                | MO         | Topi Kanninen         | Théo Lejeune        | Jeremy Lenvers    |
| 32. | 14 marca 2015     | Morgins                  | SX         | Odwołano              | Odwołano            | Odwołano          |
| 33. | 14 marca 2015     | Airolo                   | AE         | Dimitri Isler         | Stanisław Nikitin   | Mischa Gasser     |
| 34. | 15 marca 2015     | Airolo                   | AE         | Lloyd Wallace         | Maksim Burow        | Harrison Smith    |
| 35. | 15 marca 2015     | Åre                      | MO         | Siergiej Szymbujew    | Topi Kanninen       | Per Spett         |
| 36. | 16 marca 2015     | Åre                      | DM         | Siergiej Szymbujew    | Per Spett           | Ludvig Fjällström |
| 37. | 20 marca 2015     | Chiesa in Valmalenco     | AE         | Stanisłau Hładczenko  | Lloyd Wallace       | Maksim Burow      |
| 38. | 21 marca 2015     | Chiesa in Valmalenco     | AE         | Stanisław Nikitin     | Zachary Surdell     | Harrison Smith    |
| 39. | 20 marca 2015     | Vogel                    | SS         | Lukas Müllauer        | Daniel Walchhofer   | Andreas Gohl      |
| 40. | 21 marca 2015     | Vogel                    | SS         | Lukas Müllauer        | Yuri Silvestri      | Andreas Gohl      |
| 41. | 26 marca 2015     | Lofsdalen                | SX         | Thomas Borge Lie      | Tyler Wallasch      | Viktor Andersson  |
| 42. | 27 marca 2015     | Lofsdalen                | SX         | Magnus Bjørnnes       | Daniel Traxler      | Tyler Wallasch    |

### Kobiety
| Lp. | Data              | Miejscowość              | Dyscyplina | 1. Miejsce            | 2. Miejsce                | 3. Miejsce              |
| --- | ----------------- | ------------------------ | ---------- | --------------------- | ------------------------- | ----------------------- |
| 1.  | 23 listopada 2014 | Pitztaler Gletscher      | SX         | Katrin Ofner          | Karolina Riemen-Żerebecka | Andrea Limbacher        |
| 2.  | 29 listopada 2014 | Stubai                   | SS         | Giulia Tanno          | Silvia Bertagna           | Zuzana Stromková        |
| 3.  | 6 grudnia 2014    | Ruka                     | AE         | Danielle Scott        | Wieronika Korsunowa       | Alaksandra Ramanouska   |
| 4.  | 7 grudnia 2014    | Ruka                     | AE         | Laura Peel            | Danielle Scott            | Hanna Huśkowa           |
| 5.  | 7 grudnia 2014    | Pitztal                  | SX         | Marte Høie Gjefsen    | Daniela Maier             | Julie Brendengen Jensen |
| 6.  | 23 stycznia 2015  | Val Thorens              | SX         | Sabrina Weilharter    | Katharina Tordi           | Debora Pixner           |
| 7.  | 24 stycznia 2015  | Val Thorens              | SX         | Katharina Tordi       | Anna Wörner               | India Sherret           |
| 8.  | 24 stycznia 2015  | Krispl                   | MO         | Aurora Amundsen       | Olesia Łomakina           | Katharina Förster       |
| 9.  | 25 stycznia 2015  | Krispl                   | MO         | Olesia Łomakina       | Aurora Amundsen           | Frida Lundblad          |
| 10. | 30 stycznia 2015  | Orcières                 | SX         | Odwołano              | Odwołano                  | Odwołano                |
| 11. | 31 stycznia 2015  | Orcières                 | SX         | Sabrina Weilharter    | Katharina Tordi           | Reina Umehara           |
| 12. | 28 stycznia 2015  | Airolo                   | MO         | Aurora Amundsen       | Ellie Koyander            | Léa Bouard              |
| 13. | 29 stycznia 2015  | Airolo                   | MO         | Camille Cabrol        | Aurora Amundsen           | Ellie Koyander          |
| 14. | 30 stycznia 2015  | Airolo                   | MO         | Olesia Łomakina       | Aurora Amundsen           | Lara Frost              |
| 15. | 31 stycznia 2015  | Châtel                   | MO         | Odwołano              | Odwołano                  | Odwołano                |
| 16. | 1 lutego 2015     | Châtel                   | DM         | Odwołano              | Odwołano                  | Odwołano                |
| 17. | 29 stycznia 2015  | Seiser Alm               | SS         | Silvia Bertagna       | Jule Seifert              | Lara Wolf               |
| 18. | 30 stycznia 2015  | Seiser Alm               | SS         | Silvia Bertagna       | Lara Wolf                 | Laura Wallner           |
| 19. | 30 stycznia 2015  | Raubicze                 | AE         | Kristina Spiridonowa  | Wolha Kapuscina           | Tatjana Babicz          |
| 20. | 31 stycznia 2015  | Raubicze                 | AE         | Kristina Spiridonowa  | Tatjana Babicz            | Wolha Kapuscina         |
| 21. | 3 lutego 2015     | Chiesa in Valmalenco     | MO         | Camille Cabrol        | Aurora Amundsen           | Ellie Koyander          |
| 22. | 4 lutego 2015     | Chiesa in Valmalenco     | MO         | Aurora Amundsen       | Ellie Koyander            | Mathilde Dournier       |
| 23. | 5 lutego 2015     | Saint-François-Longchamp | SX         | Odwołano              | Odwołano                  | Odwołano                |
| 24. | 6 lutego 2015     | Saint-François-Longchamp | SX         | Odwołano              | Odwołano                  | Odwołano                |
| 25. | 6 lutego 2015     | Mayrhofen                | SS         | Lisa Zimmermann       | Lara Wolf                 | Laura Wallner           |
| 26. | 21 lutego 2015    | Watles                   | SX         | Odwołano              | Odwołano                  | Odwołano                |
| 27. | 22 lutego 2015    | Watles                   | SX         | Daniela Maier         | Lucrezia Lareida          | Michelle Buchholzer     |
| 28. | 28 lutego 2015    | Grasgehren               | SX         | Lisa Andersson        | Christina Manhard         | Margarethe Aschauer     |
| 29. | 1 marca 2015      | Grasgehren               | SX         | Katrin Ofner          | Christina Manhard         | Lisa Andersson          |
| 30. | 10 marca 2015     | Jyväskylä                | MO         | Léa Bouard            | Aurora Amundsen           | Katharina Förster       |
| 31. | 11 marca 2015     | Jyväskylä                | MO         | Aurora Amundsen       | Ellie Koyander            | Mathilde Dournier       |
| 32. | 14 marca 2015     | Morgins                  | SX         | Odwołano              | Odwołano                  | Odwołano                |
| 33. | 14 marca 2015     | Airolo                   | AE         | Lubow Nikitina        | Madison Varmette          | Avery Driscoll          |
| 34. | 15 marca 2015     | Airolo                   | AE         | Lubow Nikitina        | Elle Gaudette             | Alaksandra Ramanouska   |
| 35. | 15 marca 2015     | Åre                      | MO         | Léa Bouard            | Ellie Koyander            | Katharina Förster       |
| 36. | 16 marca 2015     | Åre                      | DM         | Ellie Koyander        | Léa Bouard                | Mathilde Dournier       |
| 37. | 20 marca 2015     | Chiesa in Valmalenco     | AE         | Żanbota Ałdabergenowa | Lubow Nikitina            | Elle Gaudette           |
| 38. | 21 marca 2015     | Chiesa in Valmalenco     | AE         | Alaksandra Ramanouska | Lubow Nikitina            | Żanbota Ałdabergenowa   |
| 39. | 20 marca 2015     | Vogel                    | SS         | Lara Wolf             | Natália Šlepecká          | Zuzanna Witych          |
| 40. | 21 marca 2015     | Vogel                    | SS         | Lara Wolf             | Natália Šlepecká          | Anja Krivec             |
| 41. | 26 marca 2015     | Lofsdalen                | SX         | Katharina Tordi       | Nina Kloe                 | Lucrezia Lareida        |
| 42. | 27 marca 2015     | Lofsdalen                | SX         | Lucrezia Lareida      | Alexandra Edebo           | Veronica Edebo          |

## Klasyfikacje

### Mężczyźni
| Lp. | Zawodnik          | Punkty |
| --- | ----------------- | ------ |
| 1.  | Adam Kappacher    | 438    |
| 2.  | Daniel Traxler    | 373    |
| 3.  | Johannes Aujesky  | 310    |
| 4.  | Johannes Conrad   | 294    |
| 5.  | Tim Hronek        | 261    |
| 6.  | Valentin Egger    | 252    |
| 7.  | Joos Berry        | 242    |
| 8.  | Florian Wilmsmann | 194    |
| 9.  | Thomas Borge Lie  | 187    |
| 10. | Rupert Nagl       | 185    |

| Lp. | Zawodnik             | Punkty |
| --- | -------------------- | ------ |
| 1.  | Maksim Burow         | 510    |
| 2.  | Lloyd Wallace        | 281    |
| 3.  | Stanisław Nikitin    | 267    |
| 4.  | Stanisłau Hładczenko | 262    |
| 5.  | Wasilij Polenow      | 243    |
| 6.  | Arciom Baszłakou     | 241    |
| 7.  | Harrison Smith       | 215    |
| 8.  | Zachary Surdell      | 212    |
| 9.  | Kiriłł Samorodow     | 198    |
| 10. | Fabian Kern          | 194    |

| Lp. | Zawodnik           | Punkty |
| --- | ------------------ | ------ |
| 1.  | Topi Kanninen      | 684    |
| 2.  | Siergiej Szymbujew | 576    |
| 3.  | Gaël Gaiddon       | 450    |
| 4.  | Witalij Siergiejew | 404    |
| 5.  | Andriej Ugłowski   | 380    |
| 6.  | Felix Elofsson     | 334    |
| 7.  | Théo Lejeune       | 322    |
| 8.  | Jules Escobar      | 264    |
| 9.  | Arwed Loth         | 250    |
| 10. | Walter Wallberg    | 238    |

| Lp. | Zawodnik          | Punkty |
| --- | ----------------- | ------ |
| 1.  | Lukas Müllauer    | 361    |
| 2.  | Yuri Silvestri    | 284    |
| 3.  | Ralph Welponer    | 248    |
| 4.  | Daniel Walchhofer | 204    |
| 5.  | Igor Lastei       | 187    |
| 6.  | Andreas Gohl      | 184    |
| 7.  | Christof Schenk   | 168    |
| 8.  | Robin Holub       | 153    |
| 9.  | Max Mall          | 134    |
| 10. | Fabian Kettner    | 126    |
| ... |                   |        |
| 18. | Szczepan Karpiel  | 85     |
| 68. | Bartłomiej Sibiga | 3      |

### Kobiety
| Lp. | Zawodniczka               | Punkty |
| --- | ------------------------- | ------ |
| 1.  | Katharina Tordi           | 570    |
| 2.  | Daniela Maier             | 445    |
| 3.  | Sabrina Weilharter        | 376    |
| 4.  | Lucrezia Lareida          | 355    |
| 5.  | Michelle Buchholzer       | 278    |
| 6.  | Katrin Ofner              | 245    |
| 7.  | Zoé Chastan               | 241    |
| 8.  | Zoé Cheli                 | 239    |
| 9.  | Paula Albrecht            | 218    |
| 10. | Margarethe Aschauer       | 185    |
| ... |                           |        |
| 29. | Karolina Riemen-Żerebecka | 80     |

| Lp. | Zawodniczka           | Punkty |
| --- | --------------------- | ------ |
| 1.  | Lubow Nikitina        | 411    |
| 2.  | Alaksandra Ramanouska | 336    |
| 3.  | Kristina Spiridonowa  | 322    |
| 4.  | Tatjana Babicz        | 274    |
| 5.  | Carol Bouvard         | 220    |
| 6.  | Luisa Furrer          | 216    |
| 7.  | Elle Gaudette         | 214    |
| 8.  | Żanbota Ałdabergenowa | 196    |
| 9.  | Elodie Rosa Wallace   | 189    |
| 10. | Danielle Scott        | 180    |

| Lp. | Zawodniczka       | Punkty |
| --- | ----------------- | ------ |
| 1.  | Aurora Amundsen   | 800    |
| 2.  | Ellie Koyander    | 721    |
| 3.  | Léa Bouard        | 545    |
| 4.  | Frida Lundblad    | 419    |
| 5.  | Mathilde Dournier | 376    |
| 6.  | Camille Cabrol    | 347    |
| 7.  | Olesia Łomakina   | 345    |
| 8.  | Melanie Meilinger | 298    |
| 9.  | Katharina Förster | 280    |
| 10. | Clara Mansson     | 262    |

| Lp. | Zawodniczka      | Punkty |
| --- | ---------------- | ------ |
| 1.  | Lara Wolf        | 449    |
| 2.  | Silvia Bertagna  | 280    |
| 3.  | Jule Seifert     | 210    |
| 4.  | Veronika Perc    | 182    |
| 5.  | Nina Arh         | 173    |
| 6.  | Laura Wallner    | 165    |
| 7.  | Natália Šlepecká | 160    |
| 8.  | Sophia Insam     | 156    |
| 9.  | Zuzanna Witych   | 146    |
| 10. | Anja Krivec      | 110    |